# 197 (szám)
A 197 (százkilencvenhét) a 196 és 198 között található természetes szám.
A 197 prímszám, sőt ikerprím párt alkot a 199 prímmel.
Az Eisenstein-egészek körében képzetes rész nélküli Eisenstein-prím.
A 197 n2 + 1 alakú prímszám (lásd: Landau-problémák).
A 197 az első tizenkét prímszám összege:
2 + 3 + 5 + 7 + 11 + 13 + 17 + 19 + 23 + 29 + 31 + 37 = 197
valamint kifejezhető hét egymást követő prímszám összegeként:
17 + 19 + 23 + 29 + 31 + 37 + 41 = 197
A 197 egy középpontos hétszögszám, azaz kifejezhető a következő alakban:
{\displaystyle {7n^{2}-7n+2} \over 2}
nevezetesen n=8 esetben.